# Kukačka obecná
Kukačka obecná (Cuculus canorus) je druh ptáka z řádu kukaček (Cuculiformes) a čeledi kukačkovitých (Cuculidae). V Evropě jde společně s příbuznou kukačkou chocholatou (Clamator glandarius) o jediného zástupce kukaček a současně o jediný ptačí druh patřící mezi obligátní hnízdní parazity. Zbarvením je tento pták velikosti holuba vcelku nevýrazný, převážně šedý nebo hnědý s bílým, tmavě pruhovaným břichem a žlutýma nohama. Samci se na jaře ozývají charakteristickým a pronikavým voláním „ku–ku“, které kukačce dalo jméno v mnoha světových jazycích. 
S kukačkou se lze v létě setkat v řadě biotopů severní Afriky, Evropy a Asie, přičemž je zde přímo vázána na přítomnost hostitelských druhů, vesměs menších hmyzožravých pěvců. Samice v období snášení vyhledává vhodná hostitelská hnízda a naklade do nich vlastní vejce (až na výjimky po jednom vejci do každého hnízda). Nijak dál se již v rodičovských povinnostech neangažuje a veškerou rodičovskou péči o vlastní potomstvo přenechává hostitelům. Aby mladá kukačka s velkými nároky na přísun potravy v hostitelském hnízdě přežila, musí se rychle zbavit konkurence v podobě hostitelova potomstva. K tomu přistupuje již krátce po vylíhnutí, kdy zcela slepé kukaččí mládě na svůj hřbet postupně nabere všechna hostitelská vejce i mláďata, která vyháže přes okraj hnízda ven. 
Kukačka obecná se díky své nezvyklé a dlouho blíže neprobádané rozmnožovací strategii a pronikavému hlasu spojovanému se změnou ročního období těšila již od nepaměti pozornosti lidí a stávala se častým folklórním i literárním objektem, jakož i předmětem zájmu řady předních evropských přírodovědců.

## Systematika

### Etymologie
Za svůj rodový název v češtině kukačka vděčí charakteristickému hlasovému projevu samců, tzv. kukání. Podobně je název druhu odvozen i v mnoha dalších světových jazycích, včetně latiny (Cuculus), angličtiny (Cuckoo), němčiny (Kuckuck), francouzštiny (Coucou) či ruštiny (Kukuschka). Druhové jméno v latině, canorus, má původ ve výrazu canor, které lze přeložit jako melodický, harmonický. Ze starších názvů se v češtině objevují také výrazy žežulka, zezulka, žežhulka, kukučka či kukavka.

### Taxonomie
Postavení vybraných druhů kukaček na fylogenetickém stromu

|  | Kukačka africká (C. gularis)      |
|  |                                   |
|  | Kukačka madagaskarská (C. rochii) |
|  |                                   |

|  | Kukačka obecná (C. canorus)                                                                             |
|  | |
|  | \| \| Kukačka Horsfieldova (C. optatus) \| \| \| \| \| \| Kukačka prostřední (C. saturatus) \| \| \| \| |
|  | |
|  | Kukačka Horsfieldova (C. optatus)                                                                       |
|  | |
|  | Kukačka prostřední (C. saturatus)                                                                       |
|  | |

|  | Kukačka Horsfieldova (C. optatus) |
|  |                                   |
|  | Kukačka prostřední (C. saturatus) |
|  |                                   |

|  | Kukačka africká (C. gularis)      |
|  |                                   |
|  | Kukačka madagaskarská (C. rochii) |
|  |                                   |

|  | Kukačka obecná (C. canorus)                                                                             |
|  | |
|  | \| \| Kukačka Horsfieldova (C. optatus) \| \| \| \| \| \| Kukačka prostřední (C. saturatus) \| \| \| \| |
|  | |
|  | Kukačka Horsfieldova (C. optatus)                                                                       |
|  | |
|  | Kukačka prostřední (C. saturatus)                                                                       |
|  | |

|  | Kukačka Horsfieldova (C. optatus) |
|  |                                   |
|  | Kukačka prostřední (C. saturatus) |
|  |                                   |

Druh prvně popsal švédský přírodovědec Carl Linnaeus roku 1758 v 10. vydání svého díla Systema Naturae pod názvem Cuculus canorus.
Kukačka obecná je zástupcem řádu kukaček (Cuculiformes) a čeledi kukačkovitých (Cuculidae). Z celkových přibližně 140 druhů kukačkovitých ptáků většina staví vlastní hnízda a rozmnožuje se neparaziticky (ať už monogamně, nebo polygamně), ale u 57 druhů z podčeledí Neomorphinae, Phaenicophaeni a Cuculini (kam patří i kukačka obecná) je vyvinut tzv. obligátní mezidruhový hnízdní parazitismus. Kukačkovití se tím řadí mezi několik málo čeledí ptáků, u kterých je tento jev znám; kromě nich jsou to už jen vlhovcovití (Icteridae; 5 druhů), vdovkovití (Viduidae; 20 druhů), medozvěstkovití (Indicatoridae; 17 druhů) a jeden zástupce kachnovitých (Anatidae) – kachnice černohlavá. Zatímco u kukačkovitých a dalších 2 uvedených čeledí je evoluce této rozmnožovací strategie považována za relativně starou (přes 10 milionů let), u medozvěstkovitých a jednoho zástupce kachnovitých se hnízdní parazitismus vyvinul patrně dříve, před méně než 5 miliony lety. Celkově je obligátní mezidruhový hnízdní parazitismus známý asi u pouhého 1 % ptáků (na rozdíl od příležitostného a většinou vnitrodruhového hnízdního parazitismu, který je daleko běžnější).
Kukačka obecná je polytypickým druhem se 4 poddruhy:
- C. c. canorus Linnaeus, 1758 – většina areálu v Evropě a Asii od Irska na východ, se zimovišti v Africe (západní populace), Indii a jihovýchodní Asii (východní populace);
- C. c. bangsi Oberholser, 1919 – Pyrenejský poloostrov, Baleáry, severní Afrika, se zimovišti v Africe jižně od rovníku;
- C. c. subtelephonus Zarudny, 1914 – střední Asie, východně po centrální Mongolsko a jižně po Írán a Afghánistán, se zimovišti v Indii (?) a subsaharské Africe;
- C. c. bakeri Hartert, 1912 – severní Indie, Nepál a Bhútán po jižní a východní Čínu a Vietnam, se zimovišti v Indii a jihovýchodní Asii.

## Popis
Kukačka obecná je štíhlý pták velikosti holuba, s dlouhým stupňovitým ocasem a úzkými zašpičatělými křídly. Dorůstá délky 32–36 cm a v rozpětí křídel měří 54–60 cm. Hmotnost samce se pohybuje v rozmezí 114–133 g, samice mezi 106–112 g.
Vyskytuje se ve dvou barevných formách – šedé (samci i samice) a hnědé (některé samice). Samec má svrchní stranu těla, hlavu a hruď modrošedou a břicho bílé, příčně tmavě proužkované. Letky jsou šedočerné s bílými příčkami na vnitřních praporech, ocas břidlicově šedý až modrošedý s bílými skvrnami na koncích per, jakož i podél ostnu a na vnějším lemu vnitřního praporu. Samice šedé formy je podobná, ale liší se rezavobéžovým nádechem opeření a tmavým pruhováním na hrudi. Samice hnědé formy má svrchní stranu těla a hruď rezavohnědou, tmavě proužkovanou, a spodinu těla bělavou. Duhovka je u dospělých ptáků oranžově až jasně žlutá, očnicový kroužek, nohy a kořen zobáku žluté, zobák rohově černý. Mladí ptáci se poznají hlavně podle výrazné bílé skvrny na šíji a úzkých bílých lemů per na svrchní straně těla.
Kukačka některými fyzickými znaky (příčné černobílé pruhování spodiny těla, zašpičatělá křídla) nápadně připomíná jestřábovitého dravce, zvláště pak krahujce. Tato podobnost, zaznamenaná již Aristotelem, je patrně formou mimikry, která má hostitelským ptákům simulovat přítomnost dravce a kukačce tak usnadnit přístup k jejich hnízdu.
Po většinu roku žije skrytě a nenápadně. Let je rychlý, jakoby dravčí, s pravidelnými rázy křídel, kterými mává převážně pod úrovní těla. Při sezení mívá často mírně svěšená křídla a zdvižený ocas.

## Hlas
Hlasový repertoár kukačky obecné je poměrně omezený. Samec se v období námluv za účelem vymezení teritoria a komunikace se samicemi ozývá charakteristickým dvouslabičným „ku–ku“ se zdůrazněnou první slabikou, které se díky své nízké frekvenci (cca 500–750 Hz) nese na dlouhé vzdálenosti a za dobrých povětrnostních podmínek je proto slyšitelné i 2–3 km daleko. Dvouslabičné „kukání“ je typické pro samce v rámci celého areálu, ale studie prokázaly jistou míru variablity v hlasu jednotlivých samců (interindividuální variablita je větší než intraindividuální), přičemž se objevují i jedinci s jedinečnou či vyloženě unikátní variantou tohoto volání (v Německu byl takto například výhradně na základě hlasu trasován konkrétní samec s neobvyklým kukáním po dobu sedmi let). Jemné rozdíly mezi kukáním „souseda“ a „cizince“ rozpoznávají také samotní samci.
Při vzrušení může volání samce přecházet až v zalykavé tříslabičné „ku–ku–ku“. Samci tuto variantu volání v těsné blízkosti samice běžně opakují dvakrát až třikrát po sobě, přičemž minimální a maximální frekvence „delšího kukání“ jsou vyšší a doba trvání obdobných prvků kratší než v běžnější dvouslabičné variantě.
Hlas samice je rychlý, jakoby bublavý trylek „pyhyhyhyhyhy…“, připomínající volání potápky malé. Samice uvedené volání používá pro účely vymezení teritoria vůči dalším samicím, ke tlumení agresivního chování hostitelů při kontrole jejich hnízda určeného k parazitaci a pokusu o nakladení vlastního vejce, a během interakce se samcem. Při posledním zmiňovaném užití se často bublavý hlas samice a delší tříslabičné kukání samce ozývají současně. Příležitostně lze zaslechnout také hrdelní chechtavé „hach hachhach“. Mláďata na hnízdě žadoní pronikavým opakovaným „psrii“.

## Rozšíření a habitat
Kukačka obecná má palearktický typ rozšíření, s hnízdním areálem rozléhajícím se od severozápadní Afriky a Pyrenejského poloostrova přes velkou část Evropy a Asie východně až po Kamčatku a Japonsko. Severně vystupuje po 66–70° s.š. Zimoviště evropských ptáků se nachází v subsaharské Africe, zatímco východnější populace zimují v jižní Arábii, Přední a Zadní Indii a na indonéských ostrovech.
S kukačkou obecnou se lze setkat v lesích všech typů, křovinatých porostech, mokřadech i v otevřené krajině s vyvýšenými posedy (keři, stromy, telegrafními sloupy) od úrovně hladiny moře až do 5250 m n. m. Při volbě prostředí je vázána na přítomnost hostitelských druhů.

## Tah
Kukačka patří mezi migranty na dlouhé vzdálenosti, kteří táhnou jednotlivě a převážně v noci. Cestou z evropských hnízdišť na zimoviště v subsaharské Africe a zpět přitom musí každoročně ve vzduchu překonat více než 15 tisíc kilometrů, a to i nad takovými přírodními bariérami jako je Sahara. Data z telemetrického sledování dokazují, že kukačky během dlouhého tahu absolvují hned několik různě dlouhých tahových zastávek, ke kterým vyhledávají zejména otevřenou zemědělskou krajinu a mokřady. U jedinců opatřených satelitními vysílačkami v Dánsku a jižním Švédsku se ukázalo, že během podzimního tahu do Afriky startujícího od konce června do začátku srpna uletí v průměru cca 7100 km, přičemž ještě před dosažením Afriky stačí absolvovat zhruba měsíc dlouhou tahovou zastávku na severu střední Evropy (Polsko) a v jihovýchodní Evropě (Maďarsko, Řecko). V průběhu září ptáci překonávají jednu z největších přírodních bariér na trase – Saharu, aby se následně asi na jeden a půl měsíce opět zastavili ve východním Sahelu a až poté doletěli na zimoviště v lesích střední Afriky. V únoru, tedy po pouhých třech měsících od příletu, odtud kukačky startují přibližně 9100 km dlouhou cestu zpátky do Evropy se zastávkami v Ghaně, na Pobřeží slonoviny, v západní Africe a Itálii, přičemž na hnízdiště přilétají až v průběhu května.
Na území České republiky probíhá odlet na zimoviště v srpnu až září s maximem ve druhé polovině srpna a následný návrat na hnízdiště během dubna s maximem ve druhé a třetí dekádě měsíce.

## Rozmnožování

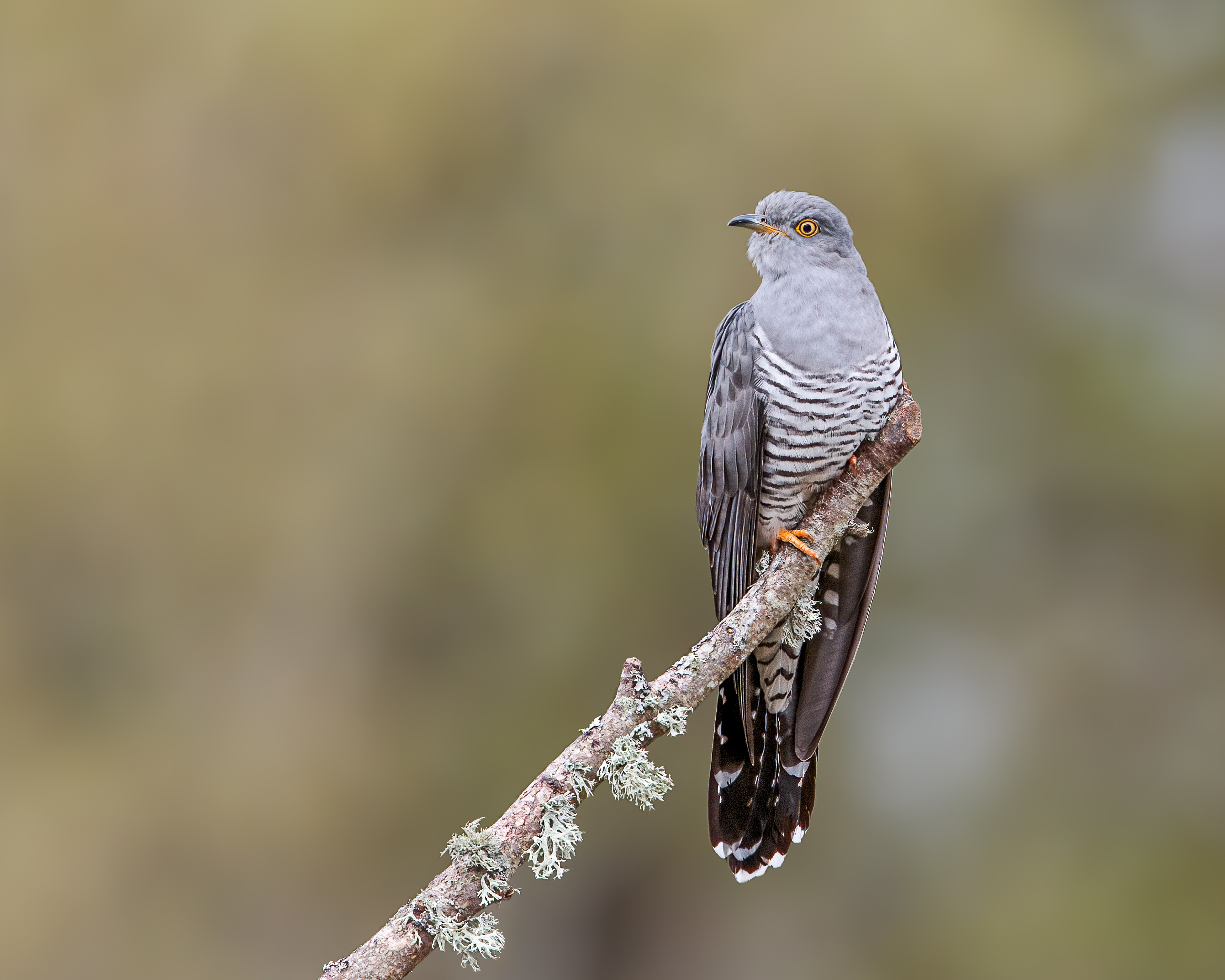
Kukačka obecná na pozorovatelně

Kukačka obecná pohlavně dospívá ve stáří jednoho roku a v období rozmnožování je patrně promiskuitní, což znamená, že nevytváří trvalé páry. Samci na hnízdiště přilétají zhruba s týdenním předstihem a obsazené okrsky vyznačují kukáním. Data od okroužkovaných ptáků dokazují, že se staří samci často vracejí na stejná hnízdiště (až 10 let po sobě), a nedaleko od místa vylíhnutí se mnohdy usazují také mladí ptáci. Velikost samčích okrsků je přibližně 30 ha, přičemž okrsky jednotlivých ptáků se někdy překrývají. Vlastní okrsky, v rámci kterých dochází ke kladení vajec, obhajují také samice (opět o rozloze cca 30 ha), a i zde může docházet k překryvům. V Japonsku byla během desetiletého období trasování kukaček pomocí telemetrie zjištěna průměrná rozloha „zpěvního“ okrsku samce 40 ha (rozsah 3–96 ha) a „hnízdního“ okrsku samice 64 ha (rozsah 21–168 ha). K páření dochází bezprostředně po příletu samic, většinou na větvích stromů nebo drátech elektrického vedení.
Kukačka je hnízdní parazit, což znamená, že vlastní hnízdo nestaví a veškerou péči o snůšku a mláďata přenechává hostitelům, typicky malým hmyzožravým pěvcům. 

### Hostitelé
V Evropě je zdokumentováno celkově přes 125 hostitelských druhů, k pravidelně parazitovaným však patří pouze 10–15, zatímco většina ostatních jsou náhodnými hostiteli, u kterých není zdárné vyvedení z různých důvodů možné (vč. potápky malé, ledňáčka říčního nebo poštolky obecné). K nejčastěji parazitovaným druhům patří rákosník obecný, pěnice slavíková, konipas bílý, linduška luční, ťuhýk obecný, pěvuška modrá, střízlík obecný, pěnice hnědokřídlá, červenka obecná a rákosník velký, v ČR z celkem 24 zdokumentovaných druhů rákosník obecný, červenka obecná a rehek zahradní. Velikostní rozsah hostitelských druhů je značný, od nejmenšího střízlíka obecného s délkou těla 11 cm a hmotností 8 g až po ťuhýka obecného a rákosníka velkého, dorůstajících 17–19 cm a dosahujících hmotnosti i 32 g.

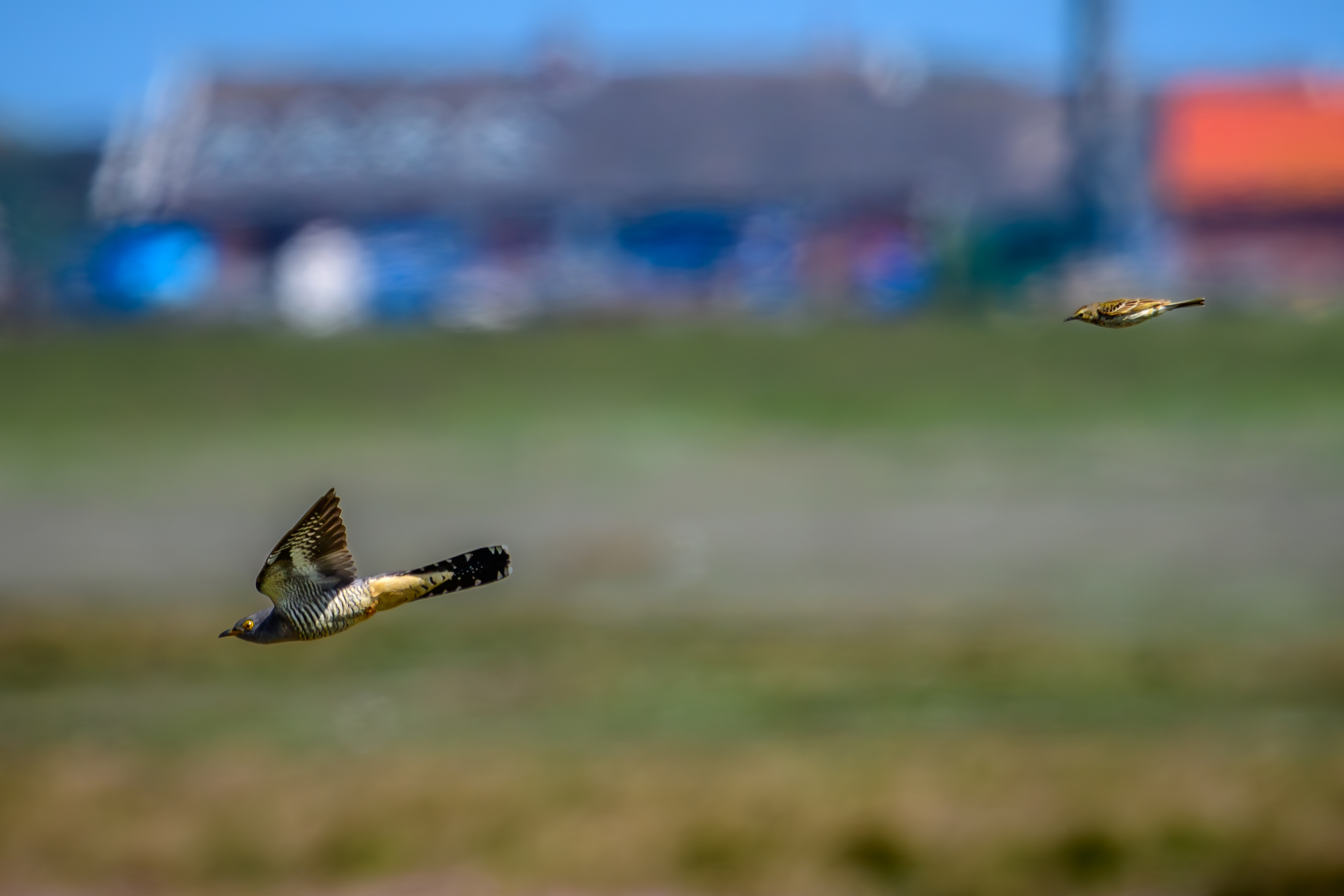
Linduška luční při výpadu proti kukačce pohybující se nedaleko jejího hnízda; právě linduška luční patří mezi běžné hostitele kukačky obecné

Samice kukaček se rozdělují do několika ekologických ras (v angličtině zvaných gentes), přičemž zástupci každé rasy snáší celý život stejně zbarvená vejce a zaměřují se typicky na jeden druh hostitele. Jednotlivé ekologické rasy se mohou vyskytovat v sympatrii, nebo geograficky odděleně. V ČR bylo zjištěno 11 těchto ekologických ras z asi 15 popsaných. Zatímco samci se páří se samicemi různých ras, geny zodpovědné za zbarvení vajec se patrně nachází na samičím pohlavním chromozomu W a přenáší se tudíž výhradně po linii z matky na dceru.

### Vejce
Období snášení vajec trvá od konce dubna do poloviny července a překrývá se tak s dobou snášení hostitelských druhů. Samice během tohoto období tráví velkou část dne vyhledáváním vhodných hostitelských hnízd, kdy z větví či drátů elektrického vedení trpělivě pozoruje aktivitu potenciálních hostitelů. Snaží se při tom vlastní kladení synchronizovat s kladením hostitele tak, aby bylo její vejce ideálně nakladeno ještě před začátkem inkubace daného hostitelského páru. V případě, že by vejce snesla dříve, než se v hnízdě objeví první vejce hostitele, mohlo by dojít k opuštění hnízda hostitelem a tím ke zmaření celého hnízdění. Z příliš pozdě sneseného vejce by se naopak mladá kukačka vylíhla s velkým časovým odstupem od mláďat hostitele, a hrozilo by jí, že v konkurenci s nimi neobstojí. Pokud samice nalezne hnízdo hostitele ve stádiu, kdy je na parazitaci příliš pozdě, může se dopustit predace částečně vysezených vajec, aby hostitelský pár podnítila k novému zahnízdění. U 13 samic kukačky trasovaných pomocí telemetrie na jižní Moravě bylo zaznamenáno celkem 53 návštěv hostitelských hnízd (rákosníků), z nichž v 26 případech došlo k parazitaci. Sledované samice trávily v průměru 20 minut pozorováním hostitelského hnízda z pozorovatelny, než se odhodlaly k jeho návštěvě. Hnízda hostitelů umístěná blízko stromů jsou parazitována častěji než ta postavená daleko od stromů, což souvisí s tím, že kukačka při hledání hnízd využívá vyvýšených posedů.
Vejce snáší přímo do hnízda, na méně přístupná místa pomocí kontraktilní kloaky (dovnitř je tak nevkládá pomocí vlastního zobáku, jak se dříve uvádělo v některých pramenech). Ke kladení dochází většinou odpoledne, samotné snesení vejce je přitom velmi rychlé a trvá obvykle méně než minutu (průměrně 41 sekund), zdokumentováno je ale i kladení výrazně kratší, trvající méně než 10 vteřin. Samice během jedné sezóny naklade obden až 25 (v průměru 9) vajec, do každého hnízda 1, vzácně 2 nebo 3. Předtím vždy 1–3 (průměrně 1,4) vejce hostitele pozře nebo vyhodí.
Vejce kukačky obecné jsou velikostně i barevně nejvariabilnější ze všech ptačích druhů, díky mimikrům někdy téměř k nerozeznání od vajec hostitele, zpravidla však o něco větší se silnější a pevnější skořápkou (jako prevence před záměrným rozbitím hostitelským ptákem a náhodnému poškození při snášení do hůře přístupných hnízd). V poměru k velikosti a hmotnosti dospělé kukačky jsou nepřiměřeně malá a lehká; odpovídají pouze cca 2,4 % její tělesné hmotnosti. Průměrná velikost 92 vajec z území ČR a SR byla 22,23 x 16,69 mm, hmotnost 29 ks 3,41 g. Základní zbarvení podkladu se v závislosti na konkrétní ekologické rase pohybuje od světle šedobílé po zelenou a hnědou a značně odlišná je také skvrnitost různých tvarů a linií. U 734 vajec z území ČR bylo zjištěno celkem 20 základních barevných tónů, z nichž nejčastější byl oranžově šedý (14 %). Vejce s dokonalejšími mimikry jsou obecně hostiteli odmítána méně často než vejce nemimetická a objevují se proto častěji v hnízdech populací, které častěji rozpoznávají a odmítají parazitická vejce. Úroveň dokonalosti mimiker je však různá; z přibližně 12 tisíc porovnávaných snůšek byla perfektní úroveň mimiker zaznamenána u 5,1 % z nich a dobrá úroveň u dalších 24,7 %; zbylá vejce se více či méně lišila od vajec hostitelů základním zbarvením nebo velikostí a podobou skvrnění. Proměnlivost ve vzhledu a úrovni mimiker kukaččích vajec se projevuje i mezi samicemi jedné ekologické rasy parazitujícími na stejném hostitelském druhu v různých oblastech, a někde dokonce samice do hnízd hlavních hostitelů snáší vejce nápadně podobnější vejcím jiných, neparazitovaných druhů.

### Mládě
Mládě se líhne po 11–12 dnech inkubace, tedy většinou dříve než mláďata hostitele. Za touto konkurenční výhodou, která mladé kukačce umožňuje snadnější zbavení se hostitelského potomstva, stojí schopnost tzv. vnitřní inkubace. Samice kukačky je díky ní schopna vejce zahřívat ještě před nakladením uvnitř těla ve vejcovodu po dobu 24 hodin a mláděti tak za běžných okolností při líhnutí zajistit nejméně jednodenní náskok.

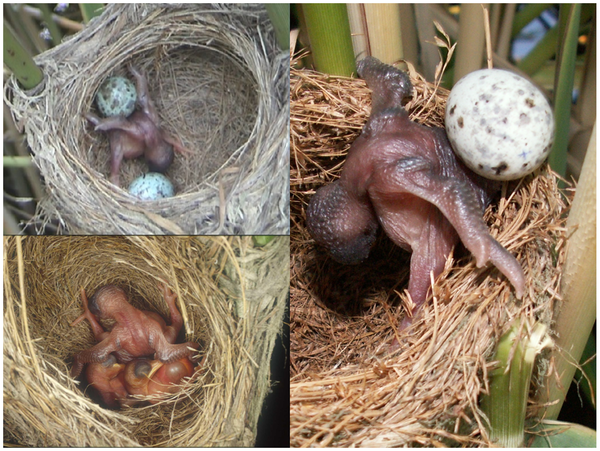
Kukaččí mládě při vyhazování hostitelského vejce (snímek nahoře a vpravo) a mláděte (snímek dole) z hnízd rákosníka velkého

Již 8–36 hodin po vylíhnutí se začne holá a zcela slepá kukačka pohybovat uvnitř hnízda a postupně vyhazovat všechna hostitelská vejce i mláďata ven. Vždy se při tom pod vejce nebo mládě podsune a ve chvíli, kdy jej dostane na svůj plochý široký hřbet, zapře se hlavou o dno kotlinky a pozpátku s ním postupuje k okraji hnízda, kde ho převalí přes kraj. V některých případech může kukačce převalení vejce či mláděte přes okraj hnízda po tom, co jej nabere na hřbet, zabrat pouhých 20 vteřin, ale v průměru se tak děje během 3–4 minut. Stejný postup opakuje do té doby, dokud nezůstane v hnízdě sama. Celý proces zbavování se hostitelských vajec či mláďat je pro kukačku značně vyčerpávající a v hnízdech větších druhů proto může zabrat i 1–3 dny. Důvod, proč se mladý pták tak brzy a urputně zbavuje hostitelského potomstva, je prostý: v konkurenci dalších mláďat neprospívá a často hyne. Může za to jeho pomalejší růst a velké nároky na přísun potravy, kterou musí v maximální možné míře soustředit pro sebe. Ve stáří 5–7 dní mladá kukačka začíná vidět a od 11. dne je v hnízdě již velmi aktivní a intenzivně žadoní, čímž si zajišťuje větší přísun potravy. Hnízdo opouští cca po 18 dnech a ještě několik dní poté je dokrmována. V době opuštění hnízda váží 74–95 g, tedy i více než šestinásobek toho, co dospělí pěstouni. 
Ztráty mláďat na hnízdech jsou vysoké; vedle predace za to může také zborcení hnízda (zvláště u hnízd malých pěvců, které váhu znatelně větší kukačky neunesou) nebo – v případě uzavřených hnízd – příliš úzký vchod do dutiny, kterým se kukačka v době opuštění hnízda neprotáhne ven. Případy, kdy jsou do jednoho hnízda snesena dvě kukaččí vejce, se objevují jen vzácně, pokud k nim však dojde, v otevřených hnízdech vždy přežívá pouze dříve vylíhlé mládě. V uzavřených hnízdech nebo v hnízdech, kde nemůže k vyhození ostatních vajec dojít z jiných důvodů, mohou vzácně přežít obě kukaččí mláďata.
Nejvyšší věk okroužkovaného ptáka je 12 let a 10 měsíců.

### Koevoluce adaptací mezi parazitem a hostitelem
Úspěšná parazitace kukačkou pro hostitelský pár znamená nulovou hnízdní úspěšnost a zmařenou rodičovskou péči, na což hostitel pod silným selekčním tlakem reaguje evolucí obranných mechanismů. Nejvýraznějšími z nich jsou agresivita hostitelského páru vůči dospělé kukačce v blízkosti hnízda a schopnost kukaččí vejce ve vlastním hnízdě rozpoznat a odmítnout. Odmítnutí může mít čtyři různé podoby: vyhození cizího vejce ven (nejčastější), jeho zastavění hnízdním materiálem, rozbití zobákem (pro menší pěvce často nemožné kvůli zesílené skořápce), nebo opuštění celého hnízda. U odmítání vajec přitom platí, že udržuje-li se míra parazitace konkrétní populace hostitele pod 3 %, dochází k evoluci schopnosti odmítání kukaččích vajec zadlouho, řádově až v několika tisící generaci. Důvodem je, že většina jedinců za svůj život parazitismus nepozná a selekční tlak je tudíž nízký. Naproti tomu silně parazitované populace (20 % a více) reagují rychleji, v řádu několika stovek generací.
Jakmile parazitovaní hostitelé začnou nemimetická vejce kukačky ve vlastních hnízdech rozpoznávat a odmítat, získávají v evolučních „závodech ve zbrojení“ výhodu, čímž se selekční tlak přesouvá na parazita–kukačku, která jako protiadaptaci na předchozí adaptaci hostitele začne snášet vejce mimetická (vizuálně podobná, a tudíž hůře rozpoznatelná od vajec hostitele). Předpokládá se přitom, že schopnost mimiker v kukaččí populaci se šíří rychleji než schopnost odmítání vajec v hostitelské populaci, neboť zatímco ne všichni hostitelé se za svůj život setkají s parazitací, všechny kukačky parazitují; potřeba kukačky oklamat hostitele je tudíž silnější než hostitelova potřeba nebýt parazitován. Vysoké procento odmítnutých vajec bylo řadou studií doloženo například v hnízdech budníčka většího a budníčka menšího, pěnice černohlavé nebo strnada obecného, přičemž všichni z nich – ač běžní hmyzožraví pěvci – se mezi parazitovanými druhy objevují jen zřídka. Jako pravděpodobné vysvětlení se nabízí, že jde o druhy, které figurovaly jako častí hostitelé v minulosti, načež se u nich v reakci na silný selekční tlak časem vyvinula schopnost rozpoznávání a odmítání většiny parazitických vajec a kukačka je v důsledku toho přestala vyhledávat. Ačkoli je tato hypotéza zpětně obtížně prokazatelná, indicií pro to, že kukačka dokáže měnit preferenci hostitelů v čase, jsou některá nedávná zjištění. Mezi ně patří pozorování kukaček obecných v Japonsku, kde se teprve před pár dekádami mezi pravidelné kukaččí hostitele zařadila straka modrá, a to poté, co u obou druhů došlo k výraznějšími překryvu areálu rozšíření. Zjistilo se zároveň, že straka modrá na samice kukaček v blízkosti vlastního hnízda prakticky neútočí, a samice kukačky na jejích hnízdech patrně i proto tráví více času než na hnízdech dlouhodobě parazitovaného rákosníka velkého, který na kukačku u vlastního hnízda reaguje agresivně.
Podobná změna ve využívání hostitelských druhů byla pozorována taktéž v Japonsku u strnada Brandtova, který se zde v posledních několika dekádách z pravidelně vyhledávaného hostitele přesunul mezi hostitele vzácné, nebo v Maďarsku u ťuhýka obecného, kterého kukačka až do 60. let 20. století parazitovala, ale poté jej přestala zcela vyhledávat a ťuhýčí rasa kukačky zde vyhynula. Nejpravděpodobnějším vysvětlením je, že se tak stalo kvůli vysoké míře rozpoznávání a odmítání kukaččích vajec, které se zde ťuhýk postupně naučil. Dospělí ťuhýci rovněž dodnes projevují silné agresivní chování i vůči maketám kukaček umístěným v blízkosti jejich hnízda. Mimikry kukaččích vajec v hnízdech ťuhýka obecného přitom v Maďarsku dosahovaly znatelně nižší dokonalosti než ve srovnávaných hnízdech rákosníka velkého, což by znamenalo, že ťuhýk v tomto případě „vyhrál“ zmíněné „evoluční závody ve zbrojení“ tím, že začal být schopen kukaččí vejce většinově odmítat ještě dříve, než se u kukačky stačila rozvinout schopnost dokonalejších mimiker vlastních vajec. Jistou výjimku v tomto ohledu představuje pěvuška modrá, druh prokazatelně parazitovaný nejméně 600 let, který vejce kukačky obecné zásadně neodmítá a přijímá i vejce zcela odlišně zbarvená a skvrnitá (sama klade vejce s jednolitě modrou skořápkou).
Míra odmítání vajec je však různá a ne vždy stálá, takže jedinec, který jednou cizí vejce odmítne, ho může při příští parazitaci přijmout. Ze 144 hnízd na jižní Moravě bylo kukaččí vejce akceptováno v 90 (63 %) případech a odmítnuto v 54 (39 %) případech; u 43 hnízd (30 %) došlo k jeho odstranění hostitelem a v 11 (8 %) případech k opuštění hnízda hostitelským párem. Ze čtyř druhů rákosníků (také na jižní Moravě) byl největší podíl parazitovaných hnízd zaznamenán u rákosníka zpěvného (44,8 %), následoval rákosník velký (33,8 %), rákosník proužkovaný (26,5 %) a rákosník obecný (11,6 %). Nejvyšší hnízdní úspěšnost zaznamenala kukačka u rákosníka velkého (30,4 %), kde její mláďata zároveň nejlépe prospívala (bráno z hlediska rychlejšího růstu, lepšího přežívaní, či kondice před i po vylétnutí z hostitelského hnízda), a naopak nejnižší u rákosníka proužkovaného a zpěvného, kteří odmítli většinu parazitických vajec (rákosník proužkovaný 77,8 % a rákosník zpěvný 72 %). K odmítnutí vejce hostitelem dochází v naprosté většině (92 %) případů do 3 dnů po nakladení do hnízda.
Zatímco proti parazitickým vejcím se dokáže řada hostitelů účinně bránit jejich odmítáním, mláďata kukaček ve vlastních hnízdech odlišit nedokáží, a to i přesto, že mnohdy nedlouho po vylíhnutí výrazně přerůstají jejich vlastní potomstvo i je samotné. Nečinně přihlížejí také tomu, když před nimi mladá kukačka vyhazuje jejich vlastní potomstvo z hnízda ven. Jediným druhem, u kterého byla zdokumentována schopnost zmařit parazitaci i po vylíhnutí kukaččího mláděte, je rákosník obecný, který k tomu využívá rozdílu v délce hnízdní péče u vlastních a kukaččích mláďat (v průměru 11 oproti 18 dnům). Jakmile mladí rákosníci dospějí do věku, kdy jsou schopni opustit hnízdo, rodiče patrně prostřednictvím snižování frekvence krmení potomstvo zmanipulují k opuštění hnízda s tím, že zbytek péče obstarají mimo něj. Kukačka, která v té době vyletět ještě nedokáže, ale v hnízdě zůstává, načež může být pěstouny opuštěna a zahynout hlady.

## Potrava
Potravu dospělých ptáků tvoří hlavně housenky můr (z čeledí Notodontidae, Thaumatopoeidae, Lymantriidae, Geometridae) a motýlů (čeledi Nymphalidae, Pieridae) včetně těch s hustým ochlupením nebo žahavými chlupy, které ostatní ptáci ignorují. Významně zastoupeni jsou též dospělci a larvy brouků (čeledi Cicindelidae, Carabidae, Dytiscidae, Silphidae, Staphylinidae). Méně se v potravě objevuje další hmyz (vážky, motýlice, jepice, cvrčci aj.), pavoukovci, žížaly, slimáci, hlemýždi, malí obojživelníci a ptačí vejce a mláďata. Mláďata na hnízdech jsou krmena vším, co jim přinesou pěstouni; typicky jde o housenky a jiný hmyz, ale zaznamenáni byli také měkkýši, červi či dokonce malé plody. Potravu kukačka hledá na zemi, keřích i stromech.

## Ohrožení a početnost
Mezinárodní svaz ochrany přírody (IUCN) hodnotí kukačku obecnou jako málo dotčený druh. Velikost evropské populace se v roce 2004 odhadovala na 4,2–8,6 milionů párů, zatímco v Česku byla celková početnost mezi lety 1985–89 odhadnuta na 35–70 tisíc párů. Ve většině zemí západní a střední Evropy je v posledních desetiletích patrný pokles stavů; stabilní se počty zdají být pouze v zemích východní Evropy. Celkově je populace v Evropě považována za ubývající, přičemž ze srovnání dat celoevropského sčítání ptáků z let 1980 a 2013 vyplývá méně než 25% pokles stavů. Za hlavní příčinu tohoto úbytku bývá označována intenzifikaci zemědělství, vedoucí ke snižování počtu hmyzu a hostitelských druhů, na které je kukačka v hnízdním období přímo vázána. Studie přitom s odkazem na zmíněnou provázanost kukačky a jejích hostitelů potvrzují kukačku jako spolehlivý indikátor biodiverzity – dokonce ještě účinnější, než je přítomnost hlavních predátorů. Jako další možný faktor ovlivňující početnost kukačky se jeví změna klimatu, vedoucí k nesouladu mezi jinak synchronizovaným obdobím začátku kladení vajec hostitelů a kukačky. Důvodem je, že stálé nebo na krátké vzdálenosti migrující hostitelské druhy, jejichž začátek hnízdění je ovlivňován okolní teplotou, začínají vlivem zvyšujících se jarních teplot hnízdit a snášet vejce v průměru dříve než v minulosti, zatímco kukačka, která migruje na dlouhé vzdálenosti a tudíž se na tahu orientuje primárně podle délky dne, začátek kladení vlastních vajec v čase nijak významně neposouvá.

## Vztah k lidem

### Odkaz v kultuře
Kvůli svému poněkud tajemnému způsobu života, dlouho neprobádané rozmnožovací strategii a charakteristickému volání, spojovanému se změnou ročního období, se kukačka obecná těšila odjakživa zájmu lidí a sloužila v různých interpretacích jako objekt lidové slovesnosti a literatury.
Zmiňována je tak mj. již Aristofanem ve starověkém Římě, který spojil přílet kukačky na hnízdiště s obdobím sklizně. Zastoupení má také v řecké mytologii, kde je vyobrazována s nejvyšší bohyní Hérou. Známý je příběh, kdy se Zeus dvoří vlastní sestře Héře, a ta jeho romantické návrhy odmítá. Zeus se proto rozhodne využít lsti, tajně se přemění v deštěm zmáčenou kukačku, a Héra, všimnuvší si ubohého promočeného ptáka, ho přitiskne na svá ňadra, aby ho zahřála a usušila. V tom okamžiku se Zeus vrátí do své pravé podoby a – „vskutku věrný své povaze“ – Héru znásilní. Tím vlastní sestru zahanbí a přiměje ji, aby se za něj provdala.
Ve slovanské mytologii je kukačka označována za pravé vtělení bohyně jara Vesny, která měla přilétat na křídlech jarních ptáků, zahánět zimu a přinášet teplo, zeleň a kvítí. Ve francouzské lidové slovesnosti je spojována se lstí či podvodem, v Dánsku zase s plodností a dlouhověkostí. V Číně kukačka platí za symbol jara a morálky.
U kočovného sibiřského etnika Něnců se traduje stará historka o matce, která měla hodně dětí a dobře se o ně starala. Jednoho dne však matka onemocněla a žádala děti o přinesení trochy vody. Děti, kterým se vodu nosit nechtělo, ale na prosby matky nedbaly a neuposlechly. Po nějaké době se nemocná matka měla proměnit v ptáka. „Celičká peřím obrostla. Deska se v mžiku v ptačí ocas proměnila. Z náprstku, se kterým šila, stal se obrovský zobák. Zobák ostrej a železnej. V kukačku se proměnila. A tak jak byla, vyletěla kouřovým otvorem. Děti se velice polekaly a ihned matce začaly nabízet vodu. Matka však řekla: ,Kuku, kuku, vodu si nechte, kuku, kuku, pozdě je, pozdě!‘ Potom vyletěla a v ptačí podobě létala světem, až postupně na své děti úplně zapomněla.“
Odkazy na rozmnožovací strategii kukačky se objevují také ve staroanglické poezii. Kniha Exeter Book z 10. století například obsahuje hádanku, jejíž součástí je zmínka o tom, že kukačku nevychovávají její vlastní rodiče. Geoffrey Chaucer zase v básni The Parlament of Foules (cca 1382) popisuje mladou kukačku jako symbol chamtivosti v narážce na skutečnost, že zůstává v hnízdě sama a koncentruje veškerou péči pro sebe. V angličtině je s odkazem na kukaččí „podvádění“ hostitelů patrně odvozen také starý výraz cuckold jako označení pro muže, jemuž byla jeho žena nevěrná (obdoba českého výrazu paroháč). I to je důvod, proč ve svých dílech kukačku opakovaně zmiňuje William Shakespeare ve spojitosti s cizoložstvím.

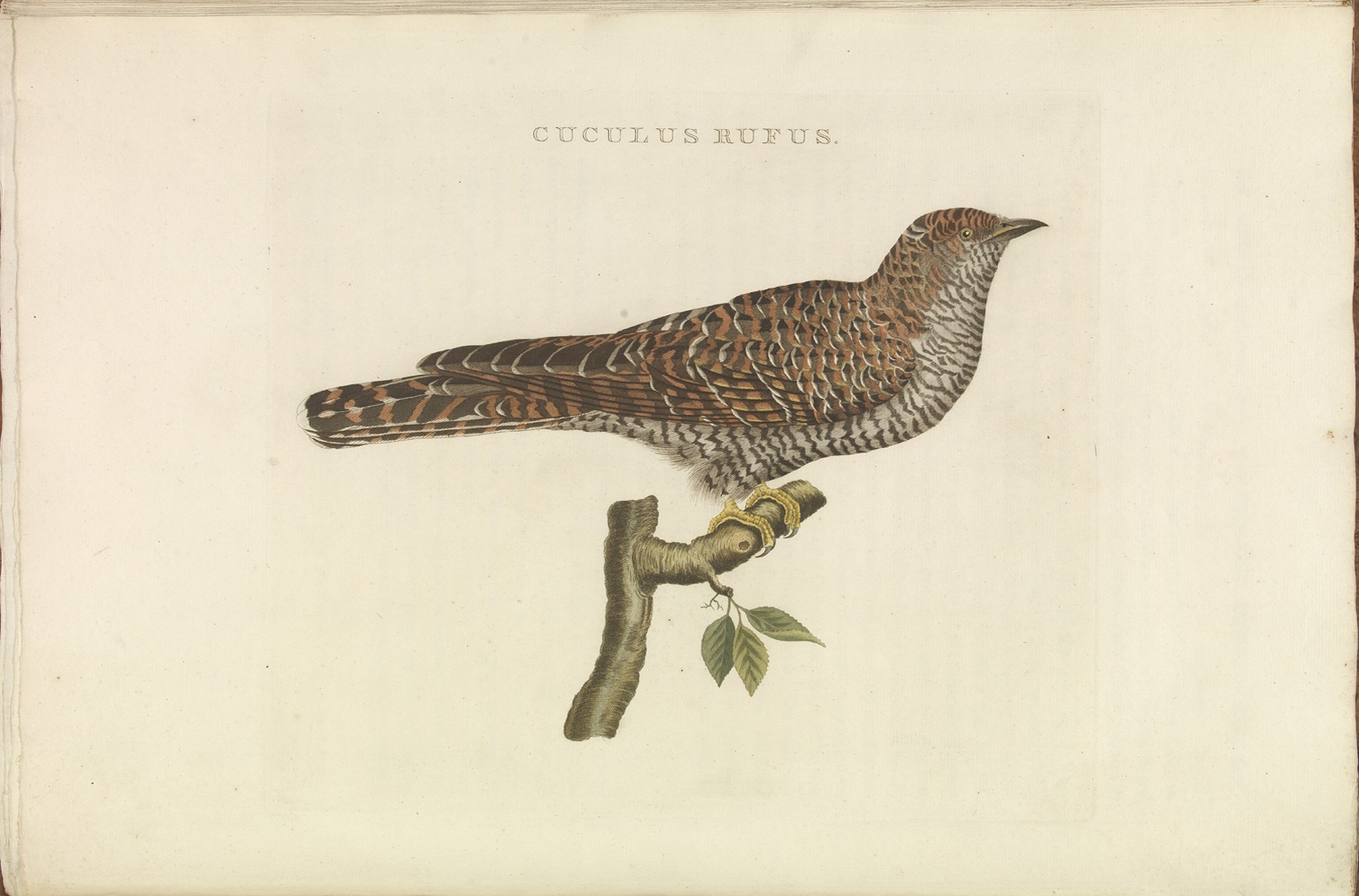
1770
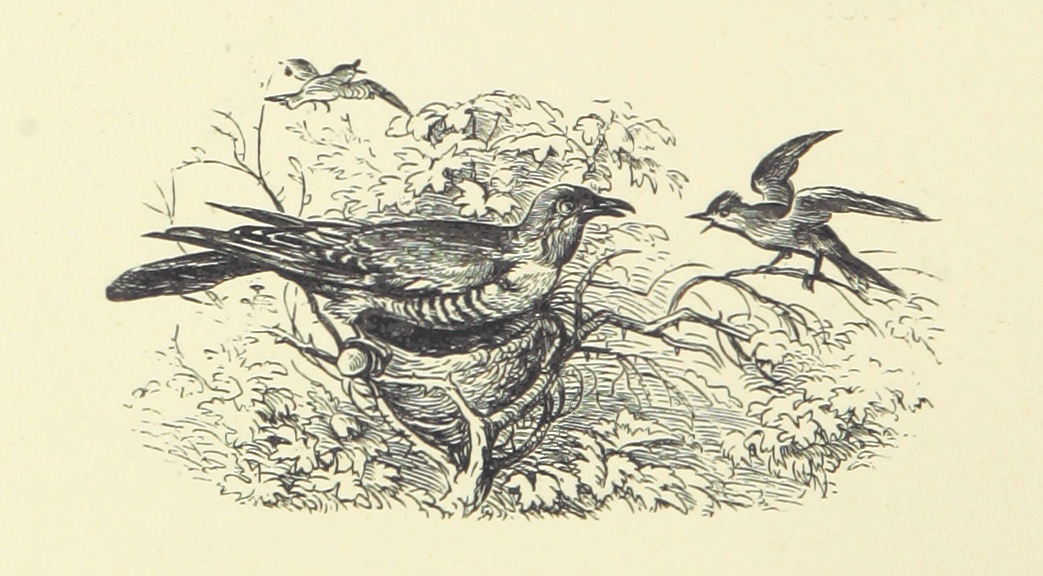
1877
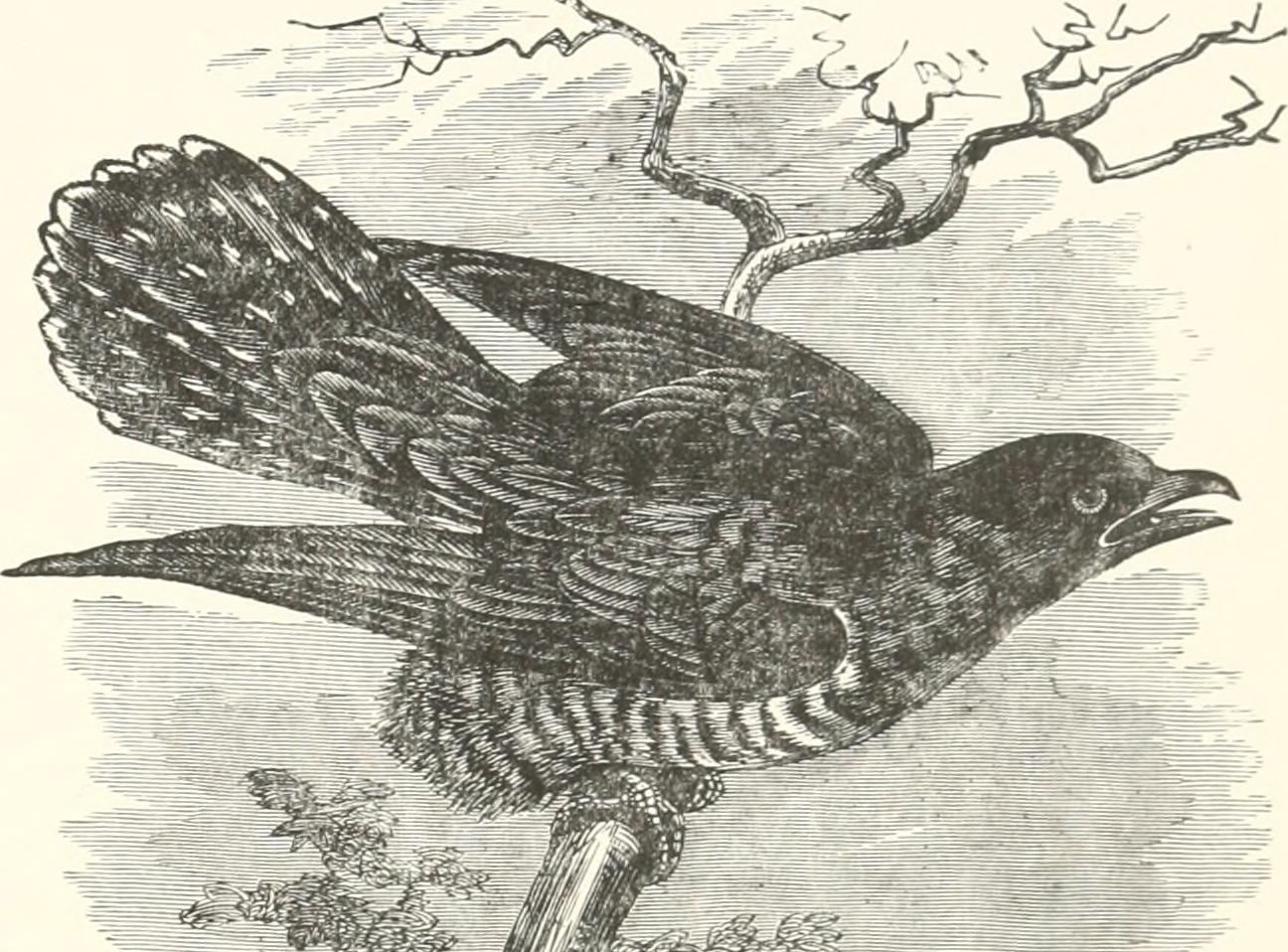
1890
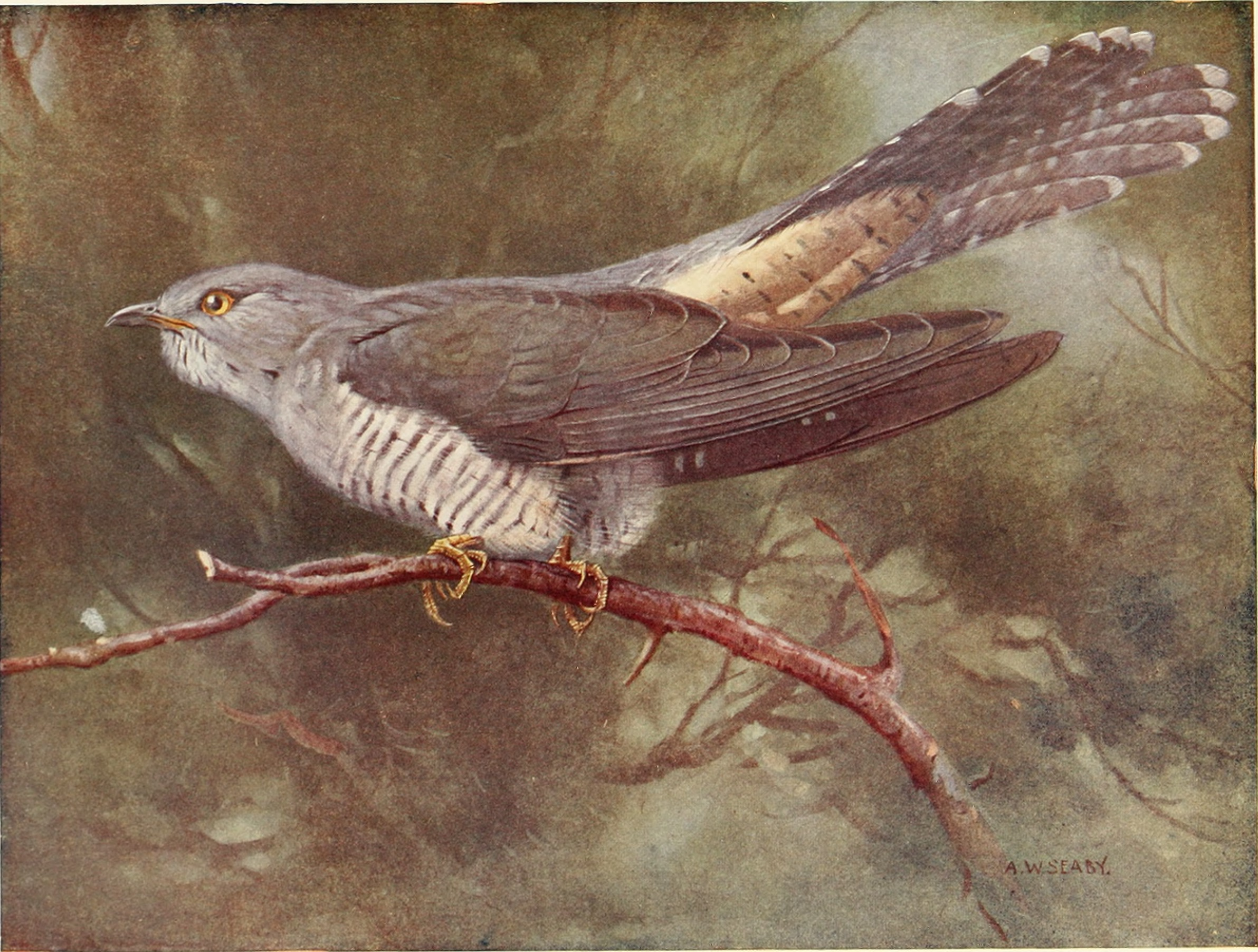
1922

#### Česká lidová slovesnost
Kukačka je hojně zmiňována též v české lidové slovesnosti. Obsáhle se druhu v knize Ptactvo v názorech, pověrách a zvycích lidu českého věnuje Košťál (1895), který mj. píše: „Kdo spatří žežulku, bude míti vrtkavé štěstí. Je také známo, že kukačka ráda lidi škádlívá a často zavádí. Ode dávna ji považoval lid za vyslanou od Tvůrce všehomíra, by jako věštkyně oznamovala budoucnost, úrodu, neúrodu, štěstí, neštěstí, délku věku, zasnoubení, nemoc a smrt. (…) Kuká-li žežulka nejprve při východu slunce, oznamuje štěstí, požehnání a blaho vůbec; ozývá-li se poprvé při západu slunce, ohlašuje neúrodu, drahotu, hlad, mor, vojnu a j. neštěstí.“
Některé z mnoha lokálních lidových pověr spojených s kukačkou zaznamenal také J. Podliska v časopise Český lid v roce 1929:
- „Kdo slyší poprvé kukačku, má počítati, kolikrát zakuká, neboť tak dlouho bude žíti.“
- „Dřív než prý kukačka zakuká, není zelený oves.“
- „Lidé mají hleděti, aby při prvním zakukání měli v kapse peníze. Nemají-li – nebudou míti po celý rok.“

### Dějiny výzkumu
Svým způsobem neuvěřitelná a v ptačí říši vzácná rozmnožovací strategie kukačky obecné byla zaznamenána už před 2300 lety Aristotelem, který kukačku správně popsal jako ptáka, který klade vejce do hnízd menších druhů a zbavuje se zde ostatních vajec a mláďat.
Přírodovědci se zkoumáním detailů a příčin tohoto chování zabývali odpradávna, vzhledem ke skrytému způsobu života kukačky ale přicházeli dlouho jen s teoriemi, které se často zakládaly primárně nebo výhradně na zprostředkovaně získaných informacích. Relevantní poznatky o hnízdní biologii tohoto ptáka přibývaly jen pomalu a vesměs až po roce 1700, přičemž řada zásadních zjištění byla potvrzena nebo popsána teprve v posledních několika dekádách. Už zmíněný Aristoteles ve spise Historia animalium parazitismus kukačky zdůvodnil chladnou přirozeností tohoto ptáka, kterého označil za zbabělého. Tento povahový rys se měl projevovat tím, že i malí ptáci si troufají na kukačku útočit a škubat jí pera, což kukačku – vědomou si vlastní neschopnosti ochránit potomstvo – vede k přenechání této zodpovědnosti jiným ptákům. Ailiános Klaudios na přelomu 2. a 3. století n. l. v díle De natura animalium jako příčinu kukaččího chování označil její chladnou přirozenost. Detailněji se ve svém spise pokusil také popsat proces parazitace hostitelských hnízd:
Když má tedy klást vajíčka, nezačne budovat hnízdo a pečovat o vylíhlá ptáčata, nýbrž sleduje ptáky, kteří zahnízdili, a jakmile zpozoruje, že právoplatní majitelé opustili hnízdo a vydali se hledat potravu, vnikne do obydlí, které jí nepatří, a naklade tam svá vejce. Nevpadá takto do jakéhokoli hnízda, ale pouze do hnízd chocholouše, divokého holuba, zvonka a ptáka jménem pappos, protože dobře ví, že tito ptáci kladou vajíčka, která se podobají jejím. Pokud je hnízdo prázdné, kukačka se mu vyhne, jsou-li v něm však vajíčka, zamíchá do nich svá vlastní. A jestliže zaznamená, že je cizích vajíček hodně, zlikviduje je tak, že je vykutálí z hnízda ven, a místo nich nasadí do hnízda svá vejce, jež se podobají snůšce hostitele, takže nelze podvod odhalit. Ptáci, které jsme jmenovali výše, pak sedí na cizích vejcích, a když kukaččí mláďata vyrostou a pochopí, že jsou bastardi, vylétnou z hnízda a vrátí se ke svým vlastním rodičům. Jakmile jim totiž celé tělo obroste peřím, je ihned jasná jejich pravá totožnost a ptáci, kteří byli oklamáni, s nimi začnou špatně zacházet.

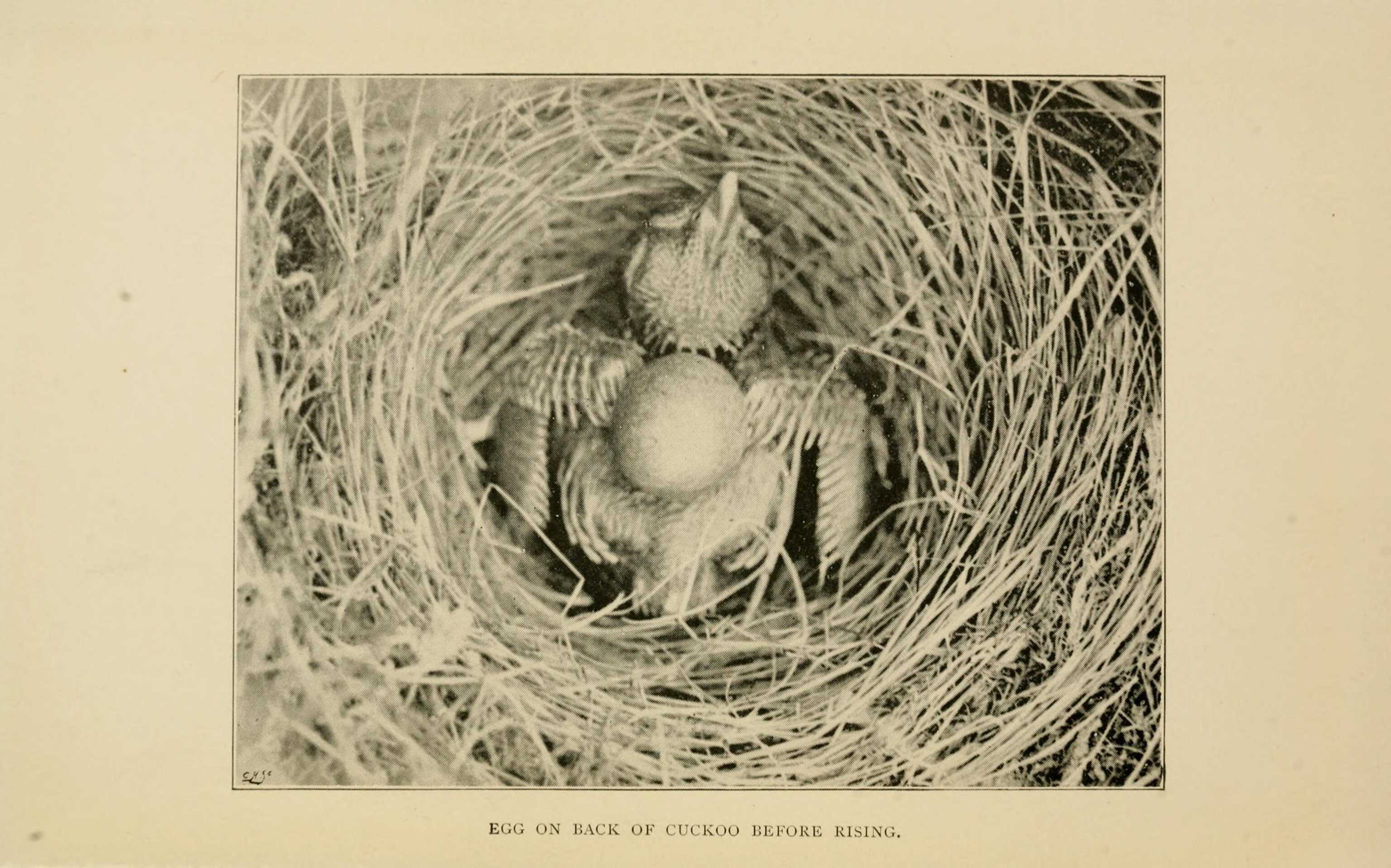
Fotografie T. Burleigha z roku 1899 zachycující vejce hostitele na zádech mladé kukačky před vyhozením z hnízda; právě rozvoj moderních záznamových a sledovacích zařízení významně napomohl v získávání nových poznatků o hnízdní biologii kukačky a definitivnímu vyvrácení řady tradičně udržovaných mýtů

Francouzský lékař François David Hérissant v roce 1752 zase dospěl k závěru, že důvodem nepečování o vlastní potomstvo musí být anatomická vada, která kukačce znemožňuje vysedět vlastní vejce. Poukázal při tom na velikost kukaččího žaludku, který vyčnívá hluboko do břicha, a argumentoval, že by se vejce pod inkubující kukačkou jistě rozmáčkla. S tím již o několik let později polemizoval britský pastor a ornitolog Gilbert White (1789), který teorii odmítl s odkazem na jiné druhy s podobnou anatomií, které vlastní vejce vysedět dokáží (lelek, rorýs a pilich), a podotkl, že příčina kukaččího opouštění potomstva – té „obludné urážky mateřských citů“ – zůstává neobjasněna. White zároveň jako první začal uvažovat o tom, proč je zrovna kukačka obecná hnízdním parazitem, když řada jiných druhů kukaček neparazituje, staví hnízdo a o vlastní vejce a mláďata se stará.
Tezi o anatomické indispozici, která by měla kukačka znemožňovat inkubaci vlastních vajec, definitivně vyvrátil v roce 1788 britský lékař Edward Jenner praktickým pokusem. V rámci něj odebral dvě částečně vysezená vejce z hnízda konipasa bílého a umístil je pod dvoutýdenní mládě kukačky do hnízda pěvušky modré. Po týdnu se z obou vajec vylíhla mláďata konipasů, z čehož Jenner usoudil, že pokud byla vejce schopná úspěšně vysedět mladá kukačka, musí toho být jistě anatomicky schopen i dospělý pták. Sám pak přišel s teorií, že je hnízdní parazitismus u kukačky zapříčiněn příliš krátkým obdobím stráveným na hnízdišti, v rámci kterého by samice péči o vlastní snůšku a mláďata do odletu na zimoviště nestihla. Jenner byl roku 1788 zároveň prvním, kdo detailně popsal aktivní vytlačovací chování mladé kukačky s cílem monopolizovat rodičovskou péči pro sebe. Do té doby byl sice fakt, že kukaččí mládě zůstává v hnízdě samo, všeobecně znám, ale předpokládalo se, že za likvidací konkurenčních vajec či mláďat stojí buď samice kukačky, nebo že hostitelská mláďata v konkurenci kukačky hynou pasivně, a to buď hlady v důsledku toho, že si mladá kukačka veškerou potravu uzurpuje pro sebe, či z důvodu, že jsou nápadně větším mládětem postupně vytlačována na okraj hnízda, až sama přepadnou přes okraj. Objevovala se také teorie, že kukaččí mládě po vylíhnutí vejce či mláďata hostitele přímo pozře. Jennerovo zjištění, založené na vlastním opakovaném pozorování v terénu, proto mělo v odborných kruzích krátce po svém publikování vyvolat „bouři nedůvěry“ a mnoho přírodovědců jeho teorii vytrvale odmítalo ještě mnoho let poté (např. J. F. Naumann, který aktivní vytlačovací chování mláděte rozporoval ve svých pracích z let 1797 i 1826, a sám trval na tom, že hostitelská mláďata z hnízd vypadávají kvůli tomu, že jsou rostoucí kukačkou časem pasivně vytlačena přes okraj).
Již v roce 1824 britský přírodovědec John Blackwall správně konstatoval, že relativně krátká doba trávená kukačkou na hnízdišti je spíše důsledkem hnízdního parazitismu, než jeho příčinou (kukačka nezajišťující hnízdní péči si může dovolit odtáhnout na zimoviště o poznání dříve než její hostitelé, kteří předtím musí potomstvo vysedět a odchovat), avšak vlastní vysvětlení tohoto chování nepřinesl.
Svůj pohled na věc publikovali roku 1853 také významní čeští přírodovědci Jan Evangelista Purkyně a Jan Krejčí v časopise Živa:
Sama sebou namítá se otázka, proč kukačka sama nad svými vejci nesedí. Odpověď spočívá právě v tom, co bylo podotknuto, totiž, že neklade vejce v jedné době, jako jiní ptáci, nýbrž čas od času, tak že by pro každé vejce zvláštní hnízdo vystavěti musela. (…) Mohlo by se také mysliti, že pěvci, kteréž kukačka svým vejcem chce poctiti, neradi tomu jsou a se brání. Ale zrovna naopak. Ptáčkové tito radostně oblétají kukačku a mají patrné potěšení z té cti, která se jim proukazuje, ačkoliv tím vlastní rodina jejich se zmaří. Za jednu kukačku zahyne obyčejně pět i šest pěvců. (…) Z takového vydařeného velikého dítěte mají nyní rodičové náramnou radost, čím více křičí, tím více mu snášejí potravy, tak že sotva stačí; na ubohé vlastní děti se zapomíná, křikloun jim také všechnu potravu od zobáku lapá, a konečně, když je poněkud větší, i z hnízda je vyhodí, tak že bídně zahynouti musí.

Se zásadně jiným pohledem na původ hnízdního parazitismu přišel roku 1859 Charles Darwin, který ve své knize O původu druhů poprvé osvětlil teorii přirozeného výběru a hnízdní parazitismus u kukačky obecné jakožto „zvláštní a odporný“ jev označil za důsledek evoluce. S vědomím toho, že ne všechny druhy kukaček parazitují, uvedl, že hnízdní parazitismus se u kukačky obecné vyvinul postupem času z předka, který neparazitoval a o vlastní potomstvo se staral. Vypomohl si při tom srovnáním „evropské kukačky“ s blíže nespecifikovanou americkou kukačkou, která zajišťuje standardní rodičovskou péči. V osmé kapitole svého nejslavnějšího díla mj. napsal:
Dnes se všeobecně uznává, že konečná příčina kukaččího instinktu spočívá v tom, že kukačka neklade vejce denně, ale ve dvou až třídenních intervalech, takže kdyby si měla postavit vlastní hnízdo a sedět na vlastních vejcích, musela by ta, která byla snesena jako první, zůstat nějakou dobu nezahřívána, jinak by se v jednom hnízdě vyskytovala vejce a mláďata různého stáří. V takovém případě by proces kladení a líhnutí mohl být nevýhodně dlouhý, tím spíše, že by [samice] musela brzy migrovat, a první vylíhlá mláďata by pravděpodobně musel krmit pouze samec. (…) Předpokládejme, že dávná předchůdkyně naší evropské kukačky měla návyky americké kukačky, ale že občas snesla vejce do hnízda jiného ptáka. Pokud starý pták z tohoto občasného zvyku profitoval nebo pokud jeho mláďata byla životaschopnější díky tomu, že využila chybného mateřského instinktu jiného ptáka, než-li tomu bylo v péči vlastní matky, těžce zakoušené skutečností, že má současně vejce a mláďata různého věku, pak by staří ptáci nebo odchovaná mláďata získali výhodu. A analogie mě vede k domněnce, že takto odchovaná mláďata by měla sklon dědičně následovat tyto příležitostné a neobvyklé zvyky vlastní matky a byla by zase schopna klást vejce do hnízd jiných ptáků, a tak úspěšně odchovávat mláďata. Domnívám se, že pokračujícím procesem tohoto typu mohl vzniknout, a také vznikl, zvláštní instinkt naší kukačky.

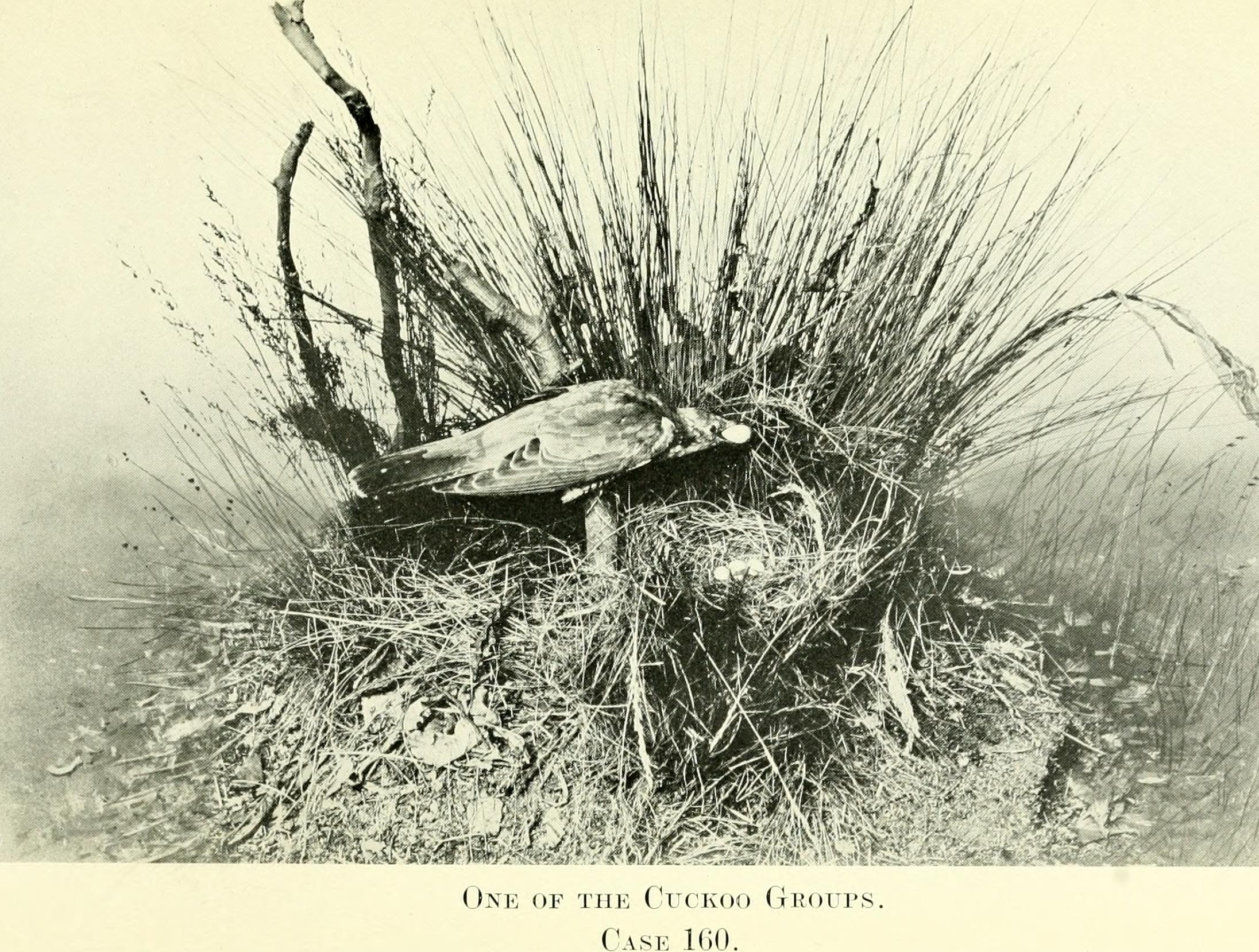
Rekonstrukce samice kukačky vkládající vlastní vejce do hnízda lindušky luční. „Předpokládá se, že vejce je sneseno na zem a v zobáku přeneseno do hnízda. Zobák je speciálně uzpůsoben k tomu, aby vejce pevně držel, a přitom nehrozilo poškození křehké skořápky“, uvádí původní popisek u fotografie (1914)

Podobnost kukaččích vajec a vajec hostitele se v odborných textech popisuje od 18. století. Dlouho diskutovaná byla také extrémní barevná variabilita kukaččích vajec v různých hnízdech, kterou přírodovědci přisuzovali mj. sezónně proměnlivému složení potravy dospělého ptáka (např. Neumann, který r. 1826 poznamenal, že „v některých letech byla většina vajec nažloutlá, v jiných většinou nazelenalá“), geografické proměnlivosti (Temminck, cit. Baldamus 1892), nebo věku či zdraví snášející samice. Teprve v roce 1853 německý přírodovědec a vášnivý sběratel vajec kukačky August Carl Eduard Baldamus popsal několik zásadních poznatků o mimikrech kukaččích vajec, přičemž rozpoznal existenci adaptivní mimikry a jev, který dnes známe jako kukaččí samičí rasy (gentes). Baldamus mj. popsal, že: (1) kukaččí vejce se barvou, skvrnitostí a velikostí podobají vejcím hostitelů kvůli tomu, aby nebyla identifikována jako cizí; (2) konkrétní samice snáší vejce určité barvy, která se podobá barvě vajec konkrétních hostitelských druhů; (3) kukačky snáší vlastní vejce do „nesprávných“ hnízd jen tehdy, když nemají k dispozici hnízda příslušných hostitelů.
Významný přínos v poznání kukaččí biologie přinesl také Edgar Chance, který mezi lety 1918 až 1925 v oblasti Worcestershiru v terénu aktivně pozoroval a zaznamenával zvyky tohoto ptáka. Své poznatky shrnul roku 1922 v knize The Secrets of the Cuckoo a v jejím pokračování s názvem The Truth about the Cuckoo (1940), přičemž byl zároveň prvním, komu se podařilo celý proces kladení vajec do hostitelských hnízd zdokumentovat na kinofilm. Přišel tak s prvním nezpochybnitelným důkazem, jak probíhá celý proces parazitace, od příletu samice kukačky k nestřeženému hnízdu hostitele, přes uchopení hostitelova vejce do zobáku, rychlého nakladení vlastního vejce do hnízda, až po opuštění hnízda s hostitelovým vejcem v zobáku. Právě výjev kukačky s vejcem v zobáku byl nejednou v odborných textech popisován i dříve, ale jejich autoři vesměs předpokládali, že se jedná o kukaččí samici nesoucí vlastní vejce, které snesla jinde na zemi, aby jej pak mohla do hostitelského hnízda v nestřeženém okamžiku jenom rychle vložit a odletět.

### Pták roku
Kukačka obecná byla Českou společností ornitologickou (ČSO) zvolena Ptákem roku 2010. Ředitel ČSO Zdeněk Vermouzek tehdy výběr odůvodnil následovně: „Kukačku jsme vybrali jako široce známý druh, který neodmyslitelně patří k české a moravské krajině. Kukačka navíc v letošním mezinárodním roce biodiverzity dobře ukazuje, že každý druh je v přírodě nezastupitelný“.